# Edward Dawson
Edward John Dawson (Windsor, Ontario, 10 de octubre de 1907 - 24 de octubre de 1968) fue un  jugador de baloncesto canadiense. Fue medalla de plata con Canadá en los Juegos Olímpicos de Berlín de 1936.